# Licuala angustiloba
Licuala angustiloba är en enhjärtbladig växtart som beskrevs av Karl Ewald Maximilian Burret. Licuala angustiloba ingår i släktet Licuala och familjen Arecaceae. Inga underarter finns listade i Catalogue of Life.